# Rødpunktssigte
Et rødpunktssigte er praktisk til nærkamp, hvor skuddene skal afgives præcist og hurtigst muligt. Sigtemidlet forstørrer som regel ikke målet, da zoomfunktionen formindsker synsfeltet.  
De mest udbredte farver til sigtepunktet er rød (heraf navnet) og grøn.
Man kan justere lysstyrken på det lysende sigtepunkt, så sigtemidlet kan bruges under næsten alle lysforhold.
Som de normale kikkertsigter kan rødpunktssigter også justeres op og ned samt til højre og venstre.
| Militær | Spire Denne artikel om militær er en spire som bør udbygges. Du er velkommen til at hjælpe Wikipedia ved at udvide den. |